# Kit de desarrollo de videojuegos

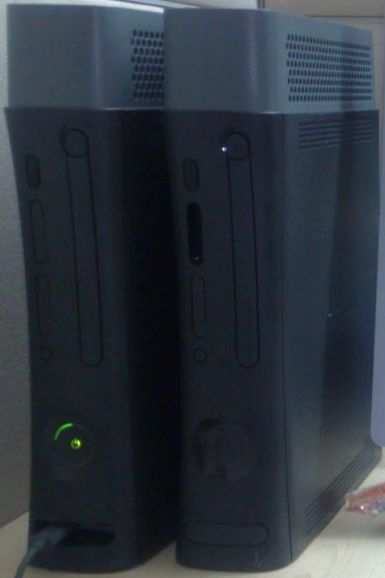
Kits de desarrollo Xbox 360.

Los kits de desarrollo de videojuegos (GDK por sus siglas en inglés, game development kit) son hardware y software especializados que se utilizan para crear videojuegos comerciales para consolas de juegos. Pueden asociarse con herramientas de desarrollo de videojuegos, licencias de motores de videojuegos especiales y otro software intermedio (middleware) para ayudar al desarrollo de videojuegos . Los GDK generalmente no están disponibles para el público y requieren que los desarrolladores de videojuegos entren a un acuerdo, asociación o programa con el fabricante para obtener acceso al hardware. A medida que pasan las generaciones de consolas, los Kits de Desarrollo a menudo se venden a través de sitios web como eBay sin repercusiones. Esto se debe a menudo a que los fabricantes de consolas descontinúan ciertos programas de desarrollo a medida que pasa el tiempo.

## Descripción general
En la década de 1980, la informática no implicaba el modelado 3D ni ninguna programación compleja debido a las limitaciones del hardware. Esto, combinado con la naturaleza aficionada de la programación temprana de juegos de computadora, significó que no muchas personas o empresas más pequeñas desarrollarían para consolas. Incluso cuando las consolas se generalizaron (con consolas como la Nintendo Entertainment System), no había un GDK oficial o disponible públicamente, ya que la mayoría de los fabricantes de consolas desarrollaban sus juegos internamente. Por ejemplo, Nintendo tenía equipos de desarrollo internos tanto para hardware como para software.
Para la quinta generación de consolas, se desarrollaron kits de desarrollo de juegos para alentar a más desarrolladores a crear juegos de consola y hacer crecer la industria de los videojuegos. Los kits de desarrollo de juegos comenzaron como una forma simple para que los desarrolladores conectaran sus computadoras al hardware de la consola, permitiéndoles compilar software en su PC y verlo jugar directamente en una consola. Una vez que la mayoría de los GDK comenzaron a incluir software específico de hardware, los aficionados o cualquier persona que no estuviera directamente asociada con un fabricante de consolas tendría que escribir sus juegos sin el software especializado para acceder a funciones únicas como Kinect de Xbox One o Wii U GamePad.
Los kits de desarrollo de juegos modernos a menudo vienen incluidos con el software especializado y están mucho más formalizados en comparación con los GDK de la generación anterior. En las generaciones anteriores, los desarrolladores tenían que crear su propio hardware y escribir juegos en varios niveles de programación (como ensamblaje ). Hoy en día, programas como Unity 3D brindan un entorno de software completo y los fabricantes de consolas como Nintendo brindan hardware de desarrollo pulido y potente a través de sus programas para desarrolladores. Otros fabricantes de consolas incluso permiten que las consolas minoristas se utilicen como kits de desarrollo, siempre que el desarrollador utilice el software de desarrollo.

## Tercera generación

### Nintendo Entertainment System
Durante una parte significativa de la vida útil de la NES, no hubo un kit de desarrollo oficial. Los desarrolladores de videojuegos que crean juegos para NES tendrían que hacer sus propios kits de desarrollo, como Rocket Science Production con su sistema de desarrollo "NES Mission Control". Se utilizaron al menos dos programas junto con el hardware DE NES Mission Control; NESTEST.EXE que se usaría para probar y depurar el hardware de desarrollo y HST.EXE que se usaría para la comunicación entre una computadora y el hardware de desarrollo de NES.

## Cuarta generación

### Super Nintendo Entertainment System
El Super Nintendo Entertainment System usó cartuchos EPROM especializados para el desarrollo, así como varios programas. De manera similar a la NES, los desarrolladores a menudo creaban su propio software de desarrollo o utilizaban el middleware creado por otros desarrolladores.

## Quinta generación

### PlayStation
Hay varias variaciones del kit de desarrollo de PlayStation que se utilizan para la creación de videojuegos. Una variación del kit de desarrollo tenía solo tres componentes, mientras que el kit de desarrollo de PlayStation Ultimate incluía hasta 26 componentes, incluido el kit de desarrollo completo de Net Yaroze.
La versión Net Yaroze del kit de desarrollo fue única en el sentido de que se eliminaron y agregaron algunas características en comparación con el kit de desarrollo oficial (completo) de PlayStation. El hardware de Net Yaroze fue diseñado para aficionados, mientras que los desarrolladores oficiales tendrían acceso a los kits de desarrollo oficiales de PlayStation. También había una versión azul de PlayStation hecha para desarrolladores que leía discos grabados para permitir pruebas rápidas de compilaciones con imágenes de sus videojuegos. Si bien había CD-R oficiales de la marca PlayStation que podían usarse con la PlayStation azul, los CD-R normales también eran compatibles con el sistema.

### Nintendo 64/64DD
El Kit de Desarrollo de Nintendo 64 constaba de varios componentes, tanto para la N64 como para su complemento, la N64DD. El hardware principal utilizado en el desarrollo de juegos para N64 fue el Kit de Desarrollo Partner-N64, y utilizó cartuchos altos para el desarrollo/prueba de juegos en lugar de los cartuchos cortos que se vendían con los juegos minoristas. Otro componente de hardware en el desarrollo de N64 fue el NU64 Flash Gang Writer, que permitió a los desarrolladores copiar datos de un cartucho a varios cartuchos simultáneamente. Este dispositivo se usó principalmente para crear copias de prueba y prensa de juegos, y también se basó en cartuchos altos en lugar de cartuchos minoristas cortos.
Otras versiones de Nintendo 64 GDK son la suite de desarrollo SN Systems, así como el sistema de desarrollo SN Maestro 64 Music. El paquete de desarrollo permitió a los desarrolladores ejecutar código desde una computadora directamente a la consola e incluyó un paquete de software. El sistema de música Maestro 64 permitió a los desarrolladores cargar software de música en la consola y reproducir música a través del hardware de Nintendo 64. Otra alternativa no oficial para desarrollar juegos para el N64 fue el Doctor V64, fabricado por Bung Enterprises .

## Sexta generación

### Dreamcast
Las unidades Sega Dreamcast eran únicas porque usaban discos GD-ROM ; discos giga que contenían 1 GB de datos. Esto fue un poco más que un CD típico, pero menos que un DVD. Si bien algunos desarrolladores utilizaron quemadores GD-ROM, dado que Dreamcast era compatible con CD y dado que la mayoría de los juegos no ocupaban 1 GB de datos en ese momento, los GD-ROM seguían siendo poco comunes ya que los desarrolladores optaron por usar los CD de más fácil acceso. La consola en sí era blanca, como la versión comercial de la consola Dreamcast, pero a diferencia de la consola comercial, la consola del kit de desarrollo se parecía a una computadora de escritorio típica de la década de 1990, pero de menor altura. La pantalla de inicio de la consola del kit de desarrollo también es diferente, ya que usa gráficos 3D en lugar de los gráficos 2D que se usan en la consola comercial.

### PlayStation 2
La consola del kit de desarrollo para la PS2 parecía una PS2 comercial, pero sustancialmente más gruesa.

### GameCube
La consola del kit de desarrollo del Nintendo GameCube era blanca y tenía la forma de una PC de escritorio de torre, con los puertos del controlador en el lugar donde normalmente iría la unidad de disco óptico.

### Xbox
Cuando los desarrolladores estaban creando software para la Xbox original, se utilizó un prototipo del controlador en los primeros kits de desarrollo. Este controlador era más delgado, tenía lados alargados y usaba un cable USB en lugar de un cable compatible con el puerto Xbox. La consola del kit de desarrollo tenía la forma de una PC de escritorio de torre, era de color gris y tenía un círculo verde en el medio del frente de la consola con una X dentro del círculo.

## Séptima generación

### Xbox 360
Microsoft administra el Programa de herramientas y middleware de Xbox 360, que otorga licencias de kits de desarrollo (hardware y software) a desarrolladores de software profesionales que trabajan en herramientas y tecnologías para juegos. El acceso a este programa requiere buenas referencias de la industria, experiencia previa en herramientas de juegos y desarrollo de middleware, y la firma de un acuerdo de confidencialidad.

### PlayStation 3
El programa para desarrolladores de PlayStation permite a los desarrolladores registrados publicar sus juegos en PlayStation Network, haciendo que sus juegos sean accesibles en PlayStation 3, PlayStation 4, PlayStation Vita y PlayStation TV, todo a través de un solo programa.

### Wii
El kit de desarrollo de Wii era un paquete del hardware "NDEV", una gran caja negra llena de hardware de depuración/prueba que no se parece en nada a las delgadas consolas Wii blancas que se venden a los consumidores, y un disco que contiene las herramientas de software para desarrolladores.

## Octava generación

### Xbox One
Microsoft mantiene múltiples programas de desarrollo para personas que desean desarrollar videojuegos para sus plataformas; ID@Xbox para el desarrollo de juegos de Xbox One y el Windows Dev Center para Windows 8, Windows 8.1, Windows 10 y el desarrollo de aplicaciones y juegos de Xbox One.
- El programa ID@Xbox permite a los desarrolladores de juegos calificados publicar sus propios juegos en Xbox One, así como acceder a middleware gratuito y usar dos kits de hardware de desarrollo de forma gratuita.[23]
- El Windows Dev Center permite a los desarrolladores crear aplicaciones y juegos en las plataformas Windows 8, Windows 8.1 y Windows 10 como parte de la Plataforma Universal de Windows .[24]

### PlayStation 4 y PlayStation Vita
El programa para desarrolladores de PlayStation permite a los desarrolladores registrados publicar sus juegos en PlayStation Network, haciendo que sus juegos sean accesibles en PlayStation 3, PlayStation 4, PlayStation Vita y PlayStation TV, todo a través de un solo programa.  Los kits de desarrollo de PlayStation 4 se conocían como "Orbis", aunque este era solo un nombre en clave. Las instituciones académicas pueden registrarse para recibir kits de desarrollo de PS4 para uso educativo y no están restringidas por región, a diferencia de los miembros habituales del Programa de desarrolladores de PlayStation.

### Wii U
Nintendo mantiene un programa de desarrollo unificado para las familias de plataformas Wii U y Nintendo 3DS. Este programa para desarrolladores proporciona software y middleware a los desarrolladores, y les permite autopublicar sus juegos en Nintendo eShop. Los juegos y aplicaciones publicados a través de este programa se consideran "de terceros" y no pertenecen a Nintendo, lo que permite a los desarrolladores independientes publicar sus juegos en varias plataformas diferentes.
El hardware de desarrollo de Wii U consiste en un sistema llamado "CAT-DEV", con los periféricos que lo acompañan, como el Display Remote Controller (presumiblemente refiriéndose al Wii U GamePad) y la barra de sensores.

### Familia Nintendo 3DS
El programa para desarrolladores de Nintendo les permite a los desarrolladores usar los kits de desarrollo de Nintendo 3DS y les permite autopublicar sus juegos en Nintendo eShop. Como se mencionó en la sección anterior de Nintendo Wii U, los juegos y aplicaciones publicados a través de este programa se consideran "de terceros" y no pertenecen a Nintendo, lo que permite a los desarrolladores independientes publicar sus juegos en múltiples plataformas diferentes.
Curiosamente, algunos kits de desarrollo de 3DS no pueden utilizar juegos comerciales.